# Round 13
Round 13 es el decimotercer álbum de estudio de Krokus, publicado en 1999.
Este trabajo es el único con el vocalista británico Carl Sentance, quien sustituyó al cantante histórico de Krokus, Marc Storace, el cual se había alejado de la banda por segunda vez.
Sentance fue parte de los grupos NWOBHM Tokyo Blade y Persian Risk, y de la banda de Geezer Butler, entre otros proyectos.

## Lista de canciones
1. "Heya"
2. "Money Back"
3. "Break Free"
4. "Guitar Rules"
5. "Blood Comes Easy"
6. "Suck My Guitar"
7. "Gipsy Love"
8. "Whitchhunt"
9. "Backstabber"
10. "Wild Times"

## Personal
- Carl Sentance - voz
- Fernando von Arb - guitarras, teclados, bajo, coros
- Chris Lauper - guitarra rítmica
- Many Maurer - bajo, guitarras, coros
- Peter Haas - batería, percusión